# Macintosh Quadra 630

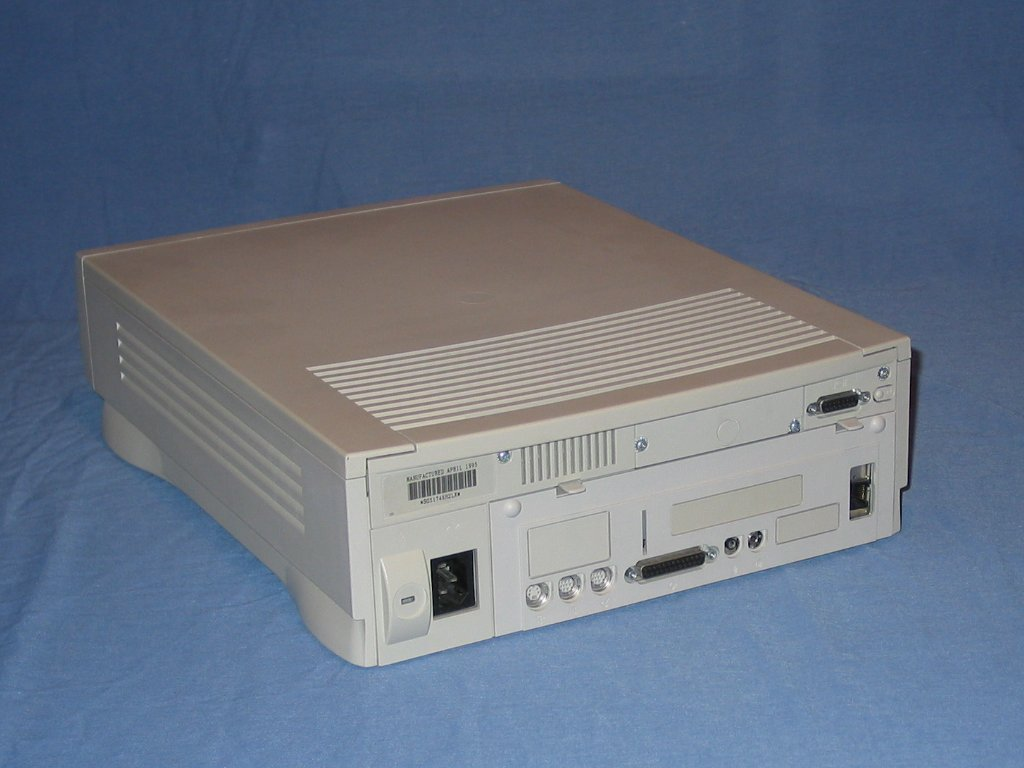
Macintosh LC 630, achteraanzicht

De Macintosh Quadra 630 (ook verkocht als de Macintosh LC 630 en Macintosh Performa 630) is een personal computer die ontworpen, gefabriceerd en verkocht werd door Apple Computer van juli 1994 tot april 1995. De Quadra 630 werd  geïntroduceerd als vervanging voor de Quadra 610 en was de goedkoopste computer in het Macintosh-aandbod.
Hoewel Apple al begonnen was met de overgang naar PowerPC-processoren met de introductie van de Power Macintosh enkele maanden eerder, was de Quadra 630 uitgerust met de oudere Motorola 68040- en 68LC040-processoren. Hiervoor werden twee redenen genoemd: ten eerste waren de oudere processoren goedkoper en ten tweede bestond er in die tijd nauwelijks educatieve software voor de PowerPC. Ook moest bestaande PowerPC-software nog vertaald worden naar niet-Engelse talen.
De Quadra 630 was de laatste nieuwe Macintosh Quadra die geïntroduceerd werd, hoewel de eerdere Quadra 950 langer beschikbaar bleef. De Quadra 630 werd vervangen door de Power Macintosh 6200, die dezelfde behuizing gebruikte en bijna twee keer zo duur was.

## Ontwerp
Behuizing: De Quadra 630 gebruikte een nieuwe behuizing. Vooraan bevonden zich een hoofdtelefoonaansluiting en knoppen voor het volume te regelen, een primeur voor Macintosh. Er was een infraroodontvanger, bedoeld voor gebruik met de afstandsbediening die meegeleverd werd met de tv-tunerkaart in de Performa 637CD- en 638CD-modellen. Het moederbord was toegankelijk door een klep onderaan de achterkant van de behuizing te openen en een lade uit te schuiven waarop het moederbord was gemonteerd, vergelijkbaar met de LC 575.
Geheugen: Alle 630-modellen hadden 4 MB geheugen gesoldeerd op het moederbord. Afhankelijk van het type moederbord dat zich in het systeem bevond, waren er één of twee SIMM-slots. In het eerste SIMM-slot konden SIMM's van 4, 8, 16 of 32 MB gebruikt worden, het tweede SIMM-slot ondersteunde alleen SIMM's tot 16 MB. Het maximale geheugen was dus 52 MB voor systemen met twee slots en 36 MB voor systemen met één slot.
Opslag: Een van de grote verschillen met sommige eerdere Macintosh-modellen was de keuze van de interface voor de interne harde schijf. In plaats van SCSI werden er voor het eerste goedkopere maar langzamere IDE-schijven gebruikt. Er was nog steeds een externe SCSI-poort aanwezig en ook de cd-romspeler gebruikte intern SCSI, maar de 630 had een oudere controller die veel langzamer was dan die van de duurdere Macs uit die tijd.
Video: De Quadra 630 had ingebouwde graphics, maar in tegenstelling tot eerdere Macintoshes met ingebouwde graphics gebruikte de 630 DRAM in plaats van VRAM. Dit was goedkoper, maar het resulteerde ook in lagere prestaties en een grotere kans of flikkering. De 630 had 1 MB DRAM gesoldeerd op het moederbord. Dit bood een resolutie van maximaal 640×480 pixels met 16-bits (duizenden) kleuren en 832×624 pixels met 8-bits (256) kleuren. Voor hogere resoluties of 24-bits (miljoenen) kleuren was een aparte videokaart vereist.
Cd-rom: Modellen die uitgerust waren met een cd-rom gebruikten de Apple CD 300i plus, een cd-romspeler met SCSI-interface die op dubbele snelheid data-cd's van 656 MB en 748 MB en audio-cd's kon lezen. De caddy van de Quadra 610 werd vervangen door een laadmechanisme met een schuif.
Afstandsbediening: modellen die uitgerust waren met een tv/videosysteem hadden een Sony RMC-A1-afstandsbediening. Bijgevolg konden met deze afstandsbediening zowel de Macintosh als elke compatibele Sony-televisie tegelijkertijd bediend worden.
Systeemsoftware: De Quadra 630 werd standaard geleverd met System 7.1.2P en kon ook Mac OS 8 draaien. Door een PowerPC upgrade-kaart te installeren kon Mac OS 9.1 gebruikt worden.
Prestaties: Uit benchmarks die destijds door Macworld uitgevoerd werden bleken de prestaties van de Quadra 630 vergelijkbaar met die van de Quadra 950, maar iets langzamer dan die van de Quadra 800.

## Modellen
De Quadra 630 werd verkocht onder verschillende namen: de Macintosh Quadra 630 was bedoeld voor professioneel en zakelijk gebruik, de Macintosh LC 630 was bedoeld voor de educatieve markt en de Macintosh Performa 630 voor de consumentenmarkt en het hoger onderwijs.
De Performa 630 werd aangeboden met verschillende modelnummers, afhankelijk van de aangeboden hardware- en software-opties. Bij sommige modellen werd een 13-inch CRT-scherm meegeleverd, genaamd het Apple Performa Plus Display.
Beschikbaar vanaf 18 juli 1994:
- Macintosh Quadra 630: 68040-processor op 33 MHz, 4 MB RAM en een 250 MB harde schijf. Een cd-romspeler met dubbele snelheid was optioneel leverbaar.
- Macintosh Performa 630: 68LC040-processor op 33 MHz, 4 MB RAM en een 250 MB harde schijf.
- Macintosh Performa 630CD: Een Performa 630 met cd-romspeler met dubbele snelheid.
- Macintosh Performa 635CD: Een Performa 630 met cd-romspeler met dubbele snelheid, 5 MB RAM, een CRT-scherm en een modem.
- Macintosh Performa 636: Een Performa 630 voor het hoger onderwijs.
- Macintosh Performa 636CD: Een Performa 636 met cd-romspeler voor het hoger onderwijs.
- Macintosh Performa 637CD: Een Performa 636CD met een 350 MB harde schijf en een scherm.
- Macintosh Performa 638CD: Een Performa 637CD zonder scherm maar met een tv/videokaart. De Performa 638CD/V werd verkocht met tv/videokaart en CRT-scherm.

Beschikbaar vanaf 3 november 1994:
- Macintosh LC 630: Een Performa 630 voor de educatieve markt.

Beschikbaar vanaf 3 april 1995:
- Macintosh LC 630 DOS Compatible: Een LC 630 met een DOS-emulatiekaart in het Processor Direct Slot. Deze kaart bevatte een 486DX2-processor op 66 MHz met extra geheugen, waardoor ook applicaties voor MS-DOS en Windows 3.1 konden gebruikt worden. Beide besturingssystemen werden meegeleverd.[8]

Beschikbaar vanaf 1 mei 1995:
- Macintosh Performa 630CD DOS Compatible: Een Performa 630CD met een tweede SIMM-slot, 8 MB RAM, 500 MB harde schijf en een DOS-emulatiekaart in het Processor Direct Slot.[9]
- Macintosh Performa 640CD DOS Compatible: Een Performa 630CD DOS Compatible met een CRT-scherm en een modem.

Beschikbaar vanaf 17 juli 1995:
- Macintosh Performa 631CD: Performa 630CD met een tweede SIMM-slot, 8 MB RAM, 500 MB harde schijf, CRT-scherm en modem.

## Specificaties (Quadra 630)
- Processor: Motorola 68040, 33 MHz
- Systeembus snelheid: 33 MHz
- ROM-grootte: 1 MB
- Databus: 32 bit
- RAM-type: 80 ns 72-pin SIMM
- Standaard RAM-geheugen: 4 MB
  - Uitbreidbaar tot maximaal 36 MB
  - RAM-sleuven: 1
- Standaard video-geheugen: 1 MB DRAM
  - Uitbreidbaar tot maximaal 1 MB DRAM
- Standaard diskettestation: 3,5-inch, 1,44 MB (manueel)
- Standaard harde schijf: 250 MB (IDE)
- Standaard optische schijf: geen (optionele cd-romspeler met dubbele snelheid)
- Uitbreidingssleuven: PDS, comm, tv, video in
- Type batterij: 4,5 volt Alkaline
- Uitgangen:
  - 1 ADB-poort (mini-DIN-4) voor toetsenbord en muis
  - 1 video-poort (DB-15)
  - 1 SCSI-poort (DB-25)
  - 2 seriële poorten (mini-DIN-8)
  - 1 audio-uit (3,5 mm jackplug)
  - 1 microfoon (3,5 mm jackplug)
  - 1 hoofdtelefoon (3,5 mm jackplug)
- Ondersteunde systeemversies: 7.1.2P t/m 8.1
- Afmetingen: 10,9 cm × 32,0 cm × 41,9 cm (h×b×d)
- Gewicht: 8,6 kg

Uit productie: 1984: Macintosh 128K, Macintosh 512K · 1985: Macintosh XL · 1986: Macintosh Plus · 1987: Macintosh II, Macintosh SE · 1988: Macintosh IIx · 1989: Macintosh SE/30, Macintosh IIcx, Macintosh IIci, Macintosh Portable · 1990: Macintosh IIfx, Macintosh Classic, Macintosh IIsi, Macintosh LC serie · 1991: Macintosh Quadra 700, Macintosh Quadra 900, Apple PowerBook · Macintosh Classic II · 1992: Macintosh IIvx, Macintosh Quadra 950, PowerBook Duo, Macintosh Performa serie · 1993: Macintosh Centris serie, Macintosh Color Classic, Macintosh TV · Apple Workgroup Server · 1994: Power Macintosh · 1997: Power Macintosh G3, PowerBook G3, Twentieth Anniversary Macintosh · 1998: iMac · 1999: iBook, Power Mac G4 · 2000: Power Mac G4 Cube · 2001: PowerBook G4 · 2002: eMac, iMac G4 · 2003: Xserve, Power Mac G5 · 2004: iMac G5 · 2005: Mac mini · 2006: MacBook · 2015: MacBook (Retina) · 2017: iMac Pro

Huidige modellen: MacBook Air, MacBook Pro, iMac, Mac mini, Mac Studio, Mac Pro